# 918-as busz (Budapest)
A budapesti 918-as jelzésű éjszakai autóbusz Kelenföld vasútállomás és az Óbudai autóbuszgarázs között közlekedik, a menetek nagyobb része azonban csak a Kelenföld és Óbuda, Bogdáni út közötti szakaszt érinti. A járatot a Budapesti Közlekedési Zrt. üzemelteti. Útvonala a Közvágóhíd és az óbudai Raktár utca között közös a 901-es busszal.

## Története
2012. március 3-án esti üzemkezdettel 918-as jelzéssel új éjszakai autóbuszjárat indult a Kelenföldi pályaudvar és az Óbudai autóbuszgarázs között. 2012. július 15-én bevezették a vonalon az első ajtós felszállási rendet.

## Útvonala
| Óbudai autóbuszgarázs felé | Kelenföld vasútállomás felé |
| --- | --- |
| Kelenföld vasútállomás vá. – Somogyi út – Bartók Béla út – Kosztolányi Dezső tér – Bocskai út – Október huszonharmadika utca – Irinyi József utca – Petőfi híd – Boráros tér – Soroksári út – Koppány utca – Mester utca – Könyves Kálmán körút – aluljáró – Hungária körút – felüljáró – Róbert Károly körút – Árpád híd – Flórián tér – Szentendrei út – Bogdáni út – Huszti út – Bojtár utca – Bécsi út – Pomázi út – Óbudai autóbuszgarázs vá. | Óbudai autóbuszgarázs vá. – Törökkő utca – Csillaghegyi út – Bojtár utca – Huszti út – Bogdáni út – autóbusz-forduló – Bogdáni út – Szentendrei út – Flórián téri felüljáró – Árpád híd – Róbert Károly körút – felüljáró – Hungária körút – aluljáró – Könyves Kálmán körút – Gubacsi út – Kvassay Jenő út – Soroksári út – Boráros tér – Petőfi híd – Irinyi József utca – Karinthy Frigyes út – Móricz Zsigmond körtér – Bartók Béla út – Somogyi út – Kelenföld vasútállomás vá. |

## Megállóhelyei
| 0  | 0  | Kelenföld vasútállomás M végállomás                 | 50 | 58 | 901, 907 720 (hétvége hajnalban) S10 S30 S42 (éjfél és 0:40 között) |
| 1  | 1  | Szent Gellért-templom                               | 49 | 57 |                                                                     |
| 1  | 1  | Csóka utca (Karinthy Színház)                       | 48 | 56 |                                                                     |
| 3  | 3  | Karolina út                                         | 48 | 56 | 907                                                                 |
| 5  | 5  | Kosztolányi Dezső tér                               | 46 | 54 | 907, 908, 908A, 940, 941, 972, 972B                                 |
| 6  | 6  | Újbuda-központ M                                    | ∫  | ∫  | 973, 973A                                                           |
| 7  | 7  | Budafoki út / Szerémi sor                           | ∫  | ∫  |                                                                     |
| ∫  | ∫  | Móricz Zsigmond körtér M                            | 45 | 53 | 6 907, 908, 908A, 940, 941, 960, 972, 972B, 973, 973A               |
| 8  | 8  | Petőfi híd, budai hídfő                             | 41 | 49 | 6                                                                   |
| 12 | 12 | Boráros tér H                                       | 38 | 45 | 6 923, 934 (hétvége hajnalban), 979, 979A                           |
| 13 | 13 | Haller utca / Soroksári út                          | 36 | 44 | 923, 934 (hétvége hajnalban), 979, 979A                             |
| 14 | 14 | Müpa – Nemzeti Színház H                            | 35 | 43 | 923, 934 (hétvége hajnalban), 979, 979A                             |
| 15 | 15 | Közvágóhíd H                                        | 34 | 42 | 901, 923, 934 (hétvége hajnalban), 979, 979A                        |
| 18 | 18 | Mester utca / Könyves Kálmán körút                  | 31 | 39 | 901                                                                 |
| 18 | 18 | Ferencváros vasútállomás – Málenkij Robot Emlékhely | 30 | 38 | 901                                                                 |
| 20 | 20 | Albert Flórián út                                   | 29 | 37 | 901, 914, 914A, 950, 950A                                           |
| 21 | 21 | Népliget M                                          | 28 | 36 | 901, 914, 914A, 950, 950A                                           |
| 22 | 22 | Vajda Péter utca                                    | 26 | 34 | 901                                                                 |
| 24 | 24 | Kőbányai út / Könyves Kálmán körút                  | 25 | 33 | 901, 909, 909A                                                      |
| 25 | 25 | Hidegkuti Nándor Stadion                            | 24 | 32 | 901, 909, 909A                                                      |
| 26 | 26 | Ciprus utca                                         | 22 | 30 | 901                                                                 |
| 28 | 28 | Hős utca                                            | 21 | 29 | 901                                                                 |
| 29 | 29 | Puskás Ferenc Stadion M                             | 20 | 28 | 901, 908, 908A, 931, 931A, 956, 990                                 |
| 31 | 31 | Egressy út / Hungária körút                         | 18 | 26 | 901                                                                 |
| 33 | 33 | Zugló vasútállomás                                  | 17 | 25 | 901, 907, 907A, 973, 973A, 979 S50                                  |
| 34 | 34 | Ajtósi Dürer sor                                    | 16 | 24 | 901                                                                 |
| 35 | 35 | Erzsébet királyné útja, aluljáró                    | 15 | 23 | 901, 973, 973A                                                      |
| 36 | 36 | Kacsóh Pongrác út                                   | 14 | 22 | 901                                                                 |
| 37 | 37 | Vágány utca / Róbert Károly körút                   | 12 | 20 | 901                                                                 |
| 39 | 39 | Lehel utca / Róbert Károly körút                    | 12 | 20 | 901, 914, 914A                                                      |
| 40 | 40 | Honvédkórház                                        | 11 | 19 | 901                                                                 |
| 44 | 44 | Göncz Árpád városközpont M                          | 10 | 18 | 901, 950, 950A                                                      |
| 45 | 45 | Göncz Árpád városközpont M                          | 8  | 16 | 901, 950, 950A                                                      |
| 46 | 46 | Népfürdő utca / Árpád híd                           | 4  | 12 | 901                                                                 |
| 47 | 47 | Margitsziget / Árpád híd                            | 3  | 11 | 901                                                                 |
| 47 | 47 | Szentlélek tér H                                    | 2  | 10 | 901                                                                 |
| 48 | 48 | Flórián tér                                         | ∫  | ∫  | 901, 923, 934                                                       |
| 49 | 49 | Raktár utca                                         | 1  | 9  | 901, 923, 934                                                       |
| ∫  | ∫  | Bogdáni út                                          | 0  | 8  | 923, 934                                                            |
| ∫  | 50 | Óbuda, Bogdáni út végállomás                        | 0  | 7  | 923, 934                                                            |
| 50 | ∫  | Óbuda, Bogdáni út                                   | ∫  | ∫  | 923, 934                                                            |
| 51 | ∫  | Búza utca                                           | ∫  | 6  |                                                                     |
| 52 | ∫  | Szőlőkert utca                                      | ∫  | 5  |                                                                     |
| 52 | ∫  | Kaszásdűlő utca                                     | ∫  | 4  |                                                                     |
| 53 | ∫  | Bojtár utca 49.                                     | ∫  | 4  |                                                                     |
| 54 | ∫  | Kunigunda útja                                      | ∫  | 3  |                                                                     |
| 54 | ∫  | Csillaghegyi út / Bojtár utca                       | ∫  | 2  |                                                                     |
| ∫  | ∫  | Magnólia utca                                       | ∫  | 1  |                                                                     |
| 55 | ∫  | Kisbojtár utca                                      | ∫  | ∫  |                                                                     |
| 56 | ∫  | Bojtár utca (Bécsi út)                              | ∫  | ∫  | 960                                                                 |
| 56 | ∫  | Kubik utca                                          | ∫  | ∫  | 960                                                                 |
| 57 | ∫  | Óbudai temető                                       | ∫  | ∫  | 960                                                                 |
| 58 | ∫  | Óbudai autóbuszgarázs végállomás                    | ∫  | 0  | 943, 960                                                            |